# 上海九百集团
上海九百（集团）有限公司，简称上海九百集团或上海九百，是中华人民共和国上海市的一个综合性商业集团，也是上海市静安区国有资产监督管理委员会监督管理的区属国有企业。“九百”名称来源于1939年开业的上海市第九百货商店，1996年九百集团成立后，业务开始逐步多元化。九百集团旗下拥有一家上市公司上海九百股份有限公司（上交所：600838）。

## 历史

### 上海市第九百货商店及后续发展

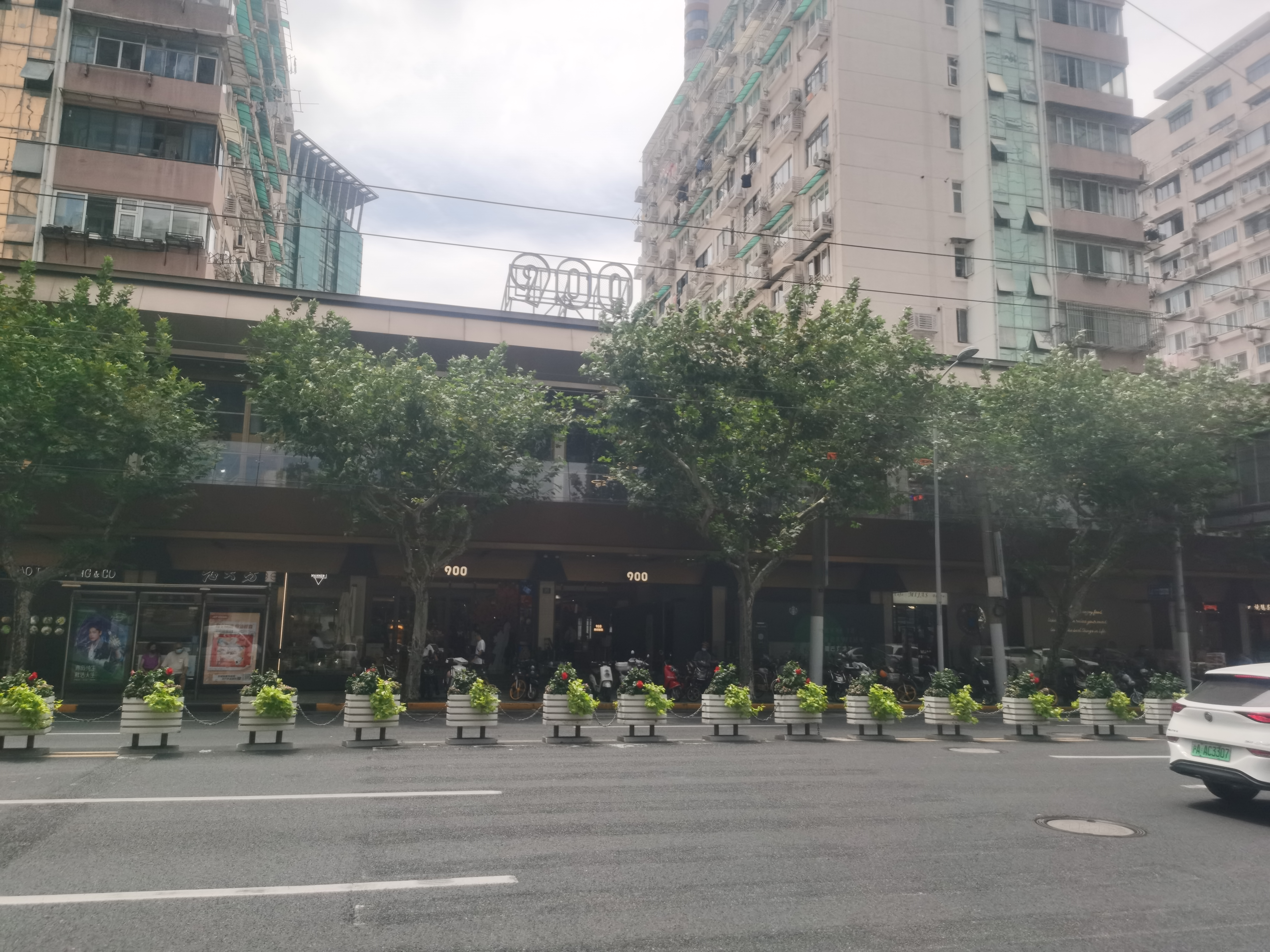
900食品城，前身为上海市第九百货商店

1939年2月10日，百乐商场开业，商场位于静安寺地区极斯非而路（今万航渡路）百乐门舞厅北首，拥有三排一竖104间店群。开业之初以经营国货为宗旨，除食品外，商场集中了经营生活百货、服饰化妆品的小店。随着商场不断扩大，也吸引了众多厂商的入驻，使百乐商场成为当时沪西的商业中心。此后因生意红火，1948年在百乐门舞厅屋后增辟了百乐新商场，除一般商品店铺外，又添设以经销鲜花盆景、花鸟鱼虫观赏玩艺品种的店铺。
1956年，百乐商场内140家商号一并纳入公私合营，建立百乐商场管理处。1967年更名为“上海市第九百货商店”，并于1975年翻建大楼，经营面积8000平方米。
1993年9月29日，上海市第九百货商店组建股份有限公司，成为静安区区属财贸系统首家向社会公开发行股票的企业。
在2000年后，上海商圈逐渐向功能型过渡。2004年9月25日，由第九百货转型而来的九百世纪食品商城开业，是静安区唯一的专门经营食品的大型商场。2020年夏季，为更好地适应消费者需求，九百世纪食品商城闭门改造。改造后的商城更名为“900食品城”，2021年10月29日开业。商场除保留老字号开放式柜台外，同时吸引一些餐饮品牌入驻，大部分是静安区、上海乃至全国首店。

### 集团发展历史
1996年5月28日，上海九百（集团）有限公司成立，是在原静安区百货公司、烟糖公司、果品公司、五金交电公司、第九百货商店等企业基础上成立的。此后九百集团投资建立了静安烟草糖酒有限公司，翌年正章洗染公司、申生五金机电加入九百集团成为其成员。1997年3月28日，上海九百家居装饰商城开业，是静安寺地区首家大型家居装饰专业商厦。同年9月28日，九百食品商场对外试营业。当年九百集团进入上海商业集团十强行列。
2000年12月25日，上海九百购物中心在大华地区开业。2002年11月21日，九百股份与韩国新世界集团及上海商务中心股份有限公司签署合资协议，共同组建上海易买得超市有限公司。2003年12月26日，九百集团与静安区市政工程和配套管理局联合开发的静安寺步行街建成开放。2004年9月29日，由九百集团与刘銮鸿持有的利福國際共同投资建设的久百城市广场（上海久光百货）开业。
2006年3月14日，九百股份通过股权分置改革方案。3月22日，九百股份股份结构发生相应变化，对价股份于当日上市流通，同时总股本全部变更为流通股。
2007年9月3日，九百集团对静安商业投资公司全面托管，开始推进专业街建设和静安南京路房屋置换工作、拓展商业地产开发平台；翌年，静安商业投资、百乐门大酒店国有股权先后划转至九百集团，承担集团巨鹿路、铜仁路专业街建设和静安新村沿街建筑改造等商业地产项目。

## 业务与拥有资产

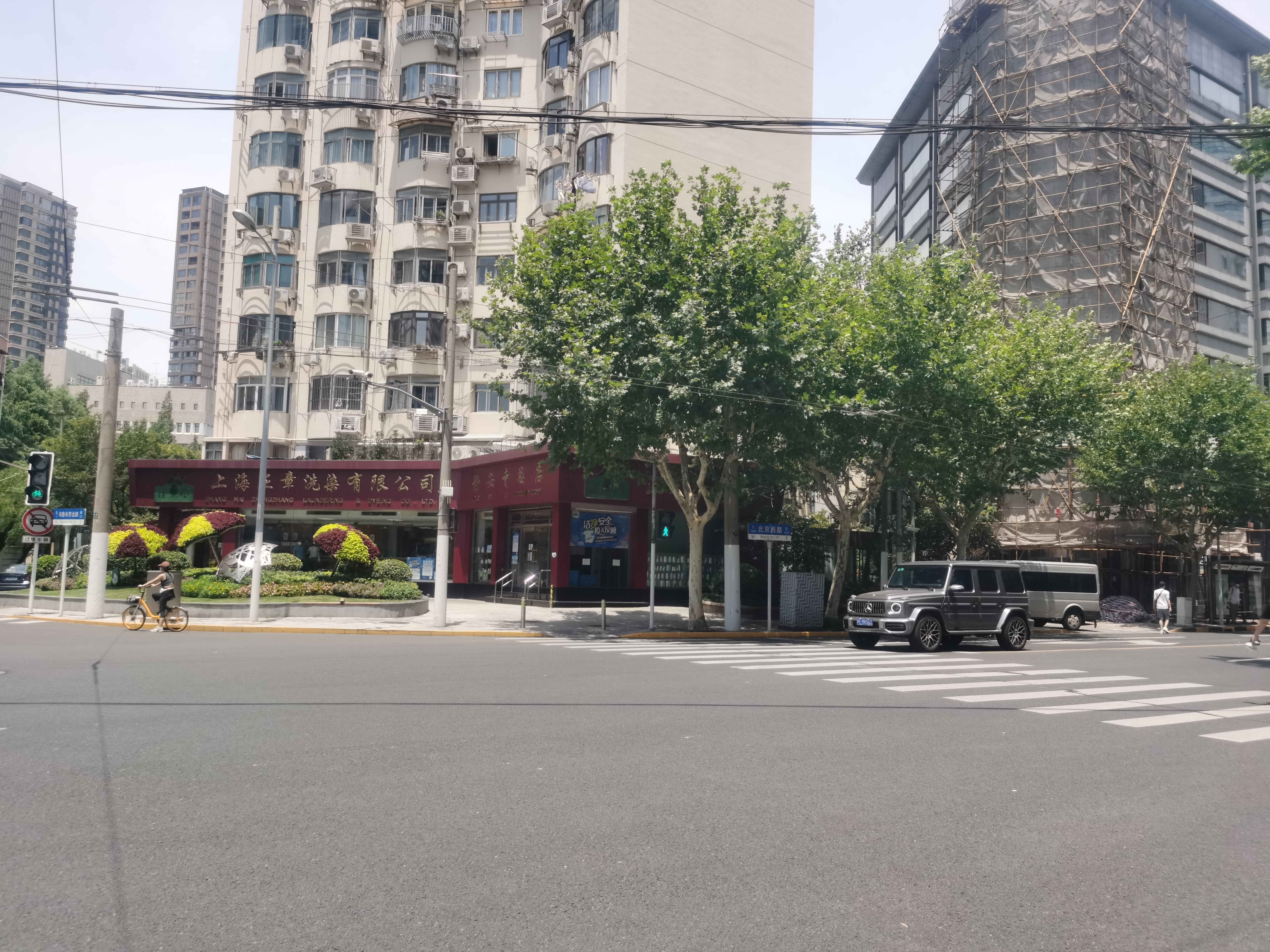
正章洗染店静安寺总店，该公司隶属于九百集团

九百集团、九百股份拥有商业地产、百货商场、食品、酒店管理四大主营业务，同时拥有如下资产：

商业地产板块
- 九百中安名品长廊
- 巨鹿路欧洲风情街
- 铜仁路创意文化街
- 明园大厦
- 泰府名邸

百货商场板块
- 上海久光百货
- 九百家居商场
- 景德镇艺术瓷器商店
- 宝山区九百购物中心
- 白玉兰真丝专卖店
- 正章洗染公司：由吴锦章成立于1925年，在上海全市范围内拥有多家干洗店；1985年起开始生产“正章”系列日化产品[4]，目前在宝山区建立的工厂生产[1]。

食品板块
- 九百世纪食品商城（900食品城）
- 拥有西区老大房、三阳盛、新长发、立丰、阿咪、泰昌等品牌。

酒店管理
- 百乐门精品酒店